# سیارک ۶۱۹۹
سیارک ۶۱۹۹ (به انگلیسی: 6199 Yoshiokayayoi، نامگذاری:1992BK1) شش هزار و صد و نود و نهمین سیارک کشف شده‌است که در ۲۶ ژانویه ۱۹۹۲ کشف شد.
قدر مطلق سیارک برابر ۱۲٫۰۰ است.